# هومردینگن
هومردینگن (به آلمانی: Hommerdingen) یک شهر در آلمان است که در بیتبورگ-پروم واقع شده‌است.